# Diplodoselachidae
De Diplodoselachidae zijn een familie van uitgestorven xenacanthide haaien die leefden van het Perm tot het Midden-Trias.